# Villa Negroni
La Villa Negroni, già Villa Morosini, è una storica residenza di Vezia nel Canton Ticino.

## Storia
La villa fu eretta attorno alla metà del Settecento; il suo momento di massimo splendore è legato al Risorgimento italiano, nota per aver ospitato numerosi personaggi di spicco della cultura italiana del XIX secolo. Il comune di Vezia dedicò la strada che porta a Cureglia al generale polacco. Nella villa furono ospitati figure culturali di rilievo del Risorgimento italiano come Giuseppe Verdi, Arrigo Boito, Antonio Fogazzaro, Francesco Hayez e Giuseppe Garibaldi. Attualmente la villa è proprietà del Comune di Lugano che l'ha acquistata nel 1976. Ha ospitato dapprima la Scuola Americana, poi la Scuola di Musica, la Scuola Professionale di Abbigliamento ed infine il Centro di Studi Bancari nel 1990. 

## Descrizione
Il corpo principale, ampliato nel 1860, è impostato su una pianta rettangolare, ed è caratterizzato dalla facciata meridionale a sedici assi di finestre con cornici in stucco e con una meridiana in cui è raffigurata la Morte con la falce fienaia.
Nei giardini trova posto una cappella dedicata a Santa Maria delle Grazie, edificio religioso costruito anch'esso nel corso del Settecento.